# Antiga Casa dels Sidera
L'Antiga Casa dels Sidera és una casa d'Amer (Selva) inclosa a l'Inventari del Patrimoni Arquitectònic de Catalunya.

## Descripció
Edifici entre mitgeres de tres plantes i coberta de doble vessant a façana situada al costat nord de la plaça. La façana és arrebossada i pintada, a excepcio de l'emmarcament de l'arcada de la planta baixa i els marcs dels balcons del primer i del segon pis.
Les obertures són rectangulars i, com la resta de cases de la plaça, té a la planta baixa una arcada, en aquest cas de mig punt rebaixada que comparteix pilastra amb la casa del costat, ja que les arcades de la plaça estan disposades de dues en dues. La volta de sota de l'arcada és plana i de bigues de formigó armat. Allà hi ha també la porta d'accés als pisos superiors i un portal metàl·lic.
Tant el primer com el segon pis contenen una finestra de recent factura i gairebé quadrada, de rajola i ciment, i un balcó amb barana de ferro i emmarcaments de pedra. El ràfec és de doble filera de rajola, una llisa i l'altra disposada en forma de dent de diamant.

## Història
Casa originaria del segle xviii i reformada als segles XIX i XX. A la llinda de la finestra del primer pis hi ha la data de 1760, una creu i el nom de Francesc Sidera.
Entre 1985 i 2005 s'ha reformat la finestra de la planta superior i s'ha obert una nova finestra al primer pis.
Els edificis que es conserven a la plaça són d'origen medieval, reformats durant els segles XV, XVI i sobretot durant els segles xviii i xix. Tot i que es conserven reminiscències medievals a les façanes com ara alguna finestra geminada o trevolada, escuts en relleu, inscripcions, etc., la majoria d'edificis són dels segles XVIII-XX amb tres o quatre plantes i la particularitat d'ésser suportades parcialment pels porxos i arcades. L'origen d'aquests porxos és comercial, d'antigues parades cobertes de tendals i estructures de fusta o pedra que s'acaben cobrint i edificant a sobre. Així passà a Vic i també a Girona, entre d'altres poblacions properes.